# With a Child's Heart
"With a Child's Heart" là một bài hát của Stevie Wonder, từ album của anh Up-Tight. Bài hát được phát hành dưới mặt B của đĩa đơn "Nothing's Too Good for My Baby".

## Bản của Stevie Wonder
Phiên bản gốc "With a Child's Heart" của Stevie được phát hành vào năm 1966, là mặt "B" của bản hit "Nothing's Too Good For My Baby" của anh. Cả hai bài hát đều được trích từ album thành công của anh, Up-Tight. Mặc dù phiên bản này không lọt vào Billboard Hot 100, nó vẫn là một bản hit R&B, lọt vào Top 10 của Bảng xếp hạng R&B của Billboard, đạt vị trí thứ 8.

## Bản của Michael Jackson
Bài hát sau đó được ca sĩ Michael Jackson cover và được phát hành như đĩa đơn đầu tiên từ album năm 1973 của anh Music & Me.

### Bảng xếp hạng
| Bảng xếp hạng (1973)                 | Vị trí cao nhất |
| ------------------------------------ | --------------- |
| U.S. Billboard Hot 100               | 50              |
| U.S. Billboard Hot R&B/Hip-Hop Songs | 14              |
| U.S. Billboard Cash Box              | 37              |
| Turkey Top 20 Chart                  | 13              |

## Bản của Raven-Symoné
"With a Child's Heart" sau đó được ca sĩ người Mỹ Raven-Symoné cover, lấy từ album phòng thu thứ hai của cô, Undeniable. Nó được phát hành dưới dạng đĩa đơn vào năm 1999.

### Đĩa đơn CD
1. "With a Child's Heart" (Uptempo version) – 3:53
2. "With a Child's Heart" (Ballad version) – 5:34
3. "With a Child's Heart" (Bonus Remix Uptempo version) – 3:38
4. "With a Child's Heart" (International Bonus House Mix) – 4:21